# Partido Socialdemócrata de Moldavia
El Partido Socialdemócrata de Moldavia (en rumano: Partidul Social-Democrat din Moldova) es un partido político de Moldavia, liderado por Victor Șelin. El partido fue fundado el 13 de mayo de 1990.
En las últimas elecciones legislativas del 6 de marzo de 2005, el partido obtuvo 2.9% del voto popular, pero ningún escaño.
En diciembre de 2007, el partido se fusinó con el Partido Socialdemócrata del antiguo primer ministro Dumitru Braghiş. Algunos militantes de la Unión de Moldavia también se unieron al nuevo partido. Eduard Muşuc, antiguo presidente del Partido Socialdemócrata de Moldavia, swe convirtió en el secretario general del nuevo partido.